# Teinobasis debeauxi
Teinobasis debeauxi là một loài chuồn chuồn kim trong họ Coenagrionidae.
Teinobasis debeauxi được Lieftinck miêu tả khoa học năm 1938.